# Verla De Peiza
Verla De Peiza (Saint James, 7 de octubre de 1971) es una abogada y política barbadense, líder del Partido Democrático Laborista (DLP) desde el 12 de agosto de 2018, la primera mujer en ocupar ese cargo. Previamente fue Senadora en representación del oficialismo entre 2010 y 2018.

## Biografía
De Peiza nació el 7 de octubre de 1971 en la parroquia de Saint James, Barbados. Estudió en la escuela primaria Erdiston y en el Harrison College, obteniendo una beca universitaria en Barbados Exhibition en 1991. Asistió a la Universidad de Southampton, donde se graduó en Política y Derecho. Luego ingresó en la Universidad Queen Mary de Londres y completó una Maestría en Derecho con Mérito, especializándose en Criminología y Justicia Penal. En 1996, De Peiza se calificó para ejercer la abogacía en Inglaterra y Gales. Al regresar a Barbados, se unió al bufete de abogados Charlton Chambers y fue admitida en la Asociación de Abogados en 2000.
A su regreso a Barbados, De Peiza se afilió al Partido Democrático Laborista y participó en las elecciones de 1999, 2003 y 2008, así como en los comicios parciales en St. Michael North West y St. John. En las elecciones generales de 2008, fue nominada como una de las gerentes de campaña del DLP. Fue nombrada Senadora en 2010 y reelegida después de la victoria del DLP en 2013. De cara a las elecciones de 2018, De Peiza se postuló como candidata del partido a parlamentaria por la circunscripción de Christ Church West, pero no resultó electa después de que el partido sufriera una abrumadora derrota y perdiera todos sus escaños ante el BLP.
Después de la derrota, el primer ministro Freundel Stuart dimitió como líder del partido y fue sucedido por De Peiza, quien fue elegida sin oposición el 12 de agosto, convirtiéndose en la primera mujer en encabezar el partido. En agosto de 2021, fue desafiada por su compañero miembro del DLP Guy Hewitt por el liderazgo del partido, pero prevaleció en una votación interna.